# Robert II., vojvoda Normandije
Robert II. (oko 1051./1054. – 10. veljače 1134.) je bio normandijski vojvoda.
Katkad ga se numerira kao Robert I. ili Robert III. (ako se Rolona računa kao Roberta I.). Bio je Vojvoda Normandije od 1087. do 1106. i neuspješni pretendent na englesko prijestolje. Njegov nadimak dolazi iz Courtheuse, u značenju "kratke hlače" (curt [kratak] & hose [nogavice] ). U engleskim izvorima ga se naziva Curthose i Shortstockings. Vilim Malmesburyjski i Orderic Vitalis su zabilježili da ga je otac, kralj Vilim, pogrdno nazivao brevis-ocrea (kratka čizma).
Bio je normandijski vojvoda od 1087. Vodio je dugogodišnje ratove s bratom Vilimom II. Riđim. Godine 1096. sudjelovao je u I. križarskom ratu i istaknuo se kao jedan od najsposobnijih vojnih zapovjednika.
 Po povratku u domovinu, suočen je s vladarskim ambicijama najmlađeg brata Henrika I. Beauclerca, nasljednika Vilima II. Zarobljen u bitki kod Tinchebraya 28. rujna 1106. godine u pokušaju da Henriku I. preotme prijestolje u Engleskoj. Svrgnut je i zatočen u dvorcu Cardiff u Cardiffu do smrti 1134.

## Vanjske poveznice
- Find A Grave Robert II.